# برنارد كريستيان شتاينر
برنارد كريستيان شتاينر (بالإنجليزية: Bernard Christian Steiner)‏ هو أمين مكتبة أمريكي، ولد في 13 أغسطس 1867، وتوفي في 12 يناير 1926.